# 1955 w muzyce
Wydarzenia muzyczne w 1955 roku.

## Wydarzenia
- 21 czerwca – rozpoczęła się pierwsza sesja nagraniowa Johnny Casha w studiu Sun Records.
- Zaczęli muzyczną karierę:
  - Johnny Cash
  - Patsy Cline
  - Eddie Cochran
  - Little Richard
  - John Coltrane
  - Al Green

## Urodzili się
- 2 stycznia – Agatonas Jakowidis, grecki piosenkarz (zm. 2020)
- 4 stycznia
  - Mark Hollis, angielski muzyk, wokalista i lider zespołu Talk Talk (zm. 2019)
  - Ireneusz Kowalewski, polski działacz kulturalny i menedżer muzyczny (zm. 2025)
- 8 stycznia – Jarosław Kozidrak, polski gitarzysta rockowy, klawiszowiec i kompozytor; współzałożyciel zespołu Bajm (zm. 2018)
- 10 stycznia – Michael Schenker, niemiecki gitarzysta rockowy, były muzyk grupy Scorpions
- 13 stycznia – Fred White, amerykański perkusista (zm. 2023)
- 17 stycznia – Władysław Sendecki, polski pianista, klawiszowiec, kompozytor, aranżer jazzowy
- 18 stycznia
  - Frankie Knuckles, amerykański didżej, producent muzyczny (zm. 2014)
  - Marilyn Mazur, duńska perkusistka, wokalistka, kompozytorka, tancerka, pianistka
- 19 stycznia – Simon Rattle, angielski dyrygent
- 20 stycznia – Catherine Ennis, brytyjska organistka (zm. 2020)
- 21 stycznia – Ryszard Jarosław Piotrowski, polski dyrygent, wykładowca akademicki
- 26 stycznia
  - Björn Andrésen, szwedzki aktor, pianista, kompozytor
  - Eddie Van Halen, amerykański gitarzysta-wirtuoz i klawiszowiec rockowy (zm. 2020)
- 29 stycznia – Jan Pospieszalski, polski gitarzysta basowy, aranżer i kompozytor, publicysta, autor programów radiowych i telewizyjnych
- 4 lutego – Mirosław Bielawski, polski wokalista rockowy, związany głównie z zespołem Bank
- 10 lutego – Wojciech Jagielski, polski poeta, autor tekstów piosenek, kompozytor, także reżyser i scenarzysta teledysków i programów telewizyjnych
- 12 lutego – Bill Laswell, amerykański muzyk awangardowy, basista i kompozytor
- 15 lutego – Wojciech Zieliński, polski muzyk, kompozytor, aranżer, dyrygent, instrumentalista grający na instrumentach klawiszowych
- 18 lutego – Brian James, angielski gitarzysta punkrockowy, muzyk zespołu The Damned (zm. 2025)
- 19 lutego – David Murray, amerykański saksofonista i klarnecista jazzowy
- 23 lutego – Howard Jones, brytyjski wokalista, kompozytor oraz autor tekstów
- 24 lutego
  - Piotr Grajter, polski organista, kompozytor, teoretyk muzyki i pedagog
  - Martyna Jakubowicz, polska wokalistka, gitarzystka i kompozytorka
- 27 lutego – Peter Christopherson, brytyjski muzyk, reżyser teledysków i projektant (Throbbing Gristle oraz Coil) (zm. 2010)
- 11 marca – Nina Hagen, niemiecka piosenkarka i aktorka
- 19 marca – Pino Daniele, włoski muzyk bluesowy i popowy; kompozytor, wokalista i gitarzysta (zm. 2015)
- 23 marca – Bożena Kiełbińska, polska śpiewaczka operowa (sopran)
- 24 marca – Ihor Biłozir, ukraiński piosenkarz i kompozytor, muzyk zespołu Watra (zm. 2000)
- 25 marca – Lesław Matecki, polski gitarzysta, kompozytor, aranżer i muzyk sesyjny
- 27 marca – Bogdan Mizerski, polski muzyk, kontrabasista, kompozytor, autor tekstów, producent
- 28 marca – Reba McEntire, amerykańska aktorka i piosenkarka country, laureatka Nagrody Grammy i Złotego Globu
- 31 marca – Angus Young, australijski gitarzysta, założyciel i członek zespołu AC/DC
- 1 kwietnia
  - İlhan İrem, turecki piosenkarz (zm. 2022)
  - Ryszard Kniat, polski wokalista rockowy i klawiszowiec, założyciel i lider popularnego w latach 80. zespołu Klincz
- 10 kwietnia – Mino Vergnaghi, włoski piosenkarz
- 13 kwietnia
  - Louis Johnson, amerykański basista funkowy (zm. 2015)
  - Mark Kamins, amerykański producent muzyczny, DJ (zm. 2013)
- 15 kwietnia – Jeff Golub, amerykański gitarzysta i kompozytor jazzowy (zm. 2015)
- 17 kwietnia – Pete Shelley, brytyjski muzyk punk-rockowy, wokalista i gitarzysta zespołu Buzzcocks (zm. 2018)
- 20 kwietnia – Zbigniew Wrombel, polski kontrabasista i basista jazzowy, kompozytor i aranżer
- 21 kwietnia – Kris Kelmi, rosyjski piosenkarz (zm. 2019)
- 22 kwietnia – Izabela Trojanowska, polska aktorka i piosenkarka
- 27 kwietnia – Alastair Donaldson, szkocki basista i multiinstrumentalista punkrockowy, muzyk grupy The Rezillos (zm. 2013)
- 4 maja
  - Mihaela Runceanu, rumuńska piosenkarka (zm. 1989)
  - Mircea Tiberian, rumuński muzyk jazzowy oraz nauczyciel akademicki
- 5 maja
  - Antoni Gralak, polski trębacz, kompozytor, producent muzyczny
  - Frankie Michaels, amerykański aktor i piosenkarz (zm. 2016)
- 9 maja – Anne Sofie von Otter, szwedzka śpiewaczka operowa (mezzosopran)
- 12 maja – Mansour Seck, senegalski piosenkarz i gitarzysta (zm. 2024)
- 13 maja – Brandi Wells, amerykańska piosenkarka i autorka tekstów (zm. 2003)
- 15 maja
  - Javier Ruibal, hiszpański kompozytor, gitarzysta, wokalista i autor tekstów
  - Lia Wisi, grecka wokalistka i kompozytorka, pochodzenia cypryjskiego
- 20 maja – Zbigniew Preisner, polski kompozytor muzyki filmowej oraz teatralnej
- 23 maja
  - Garry Koehler, australijski muzyk country (zm. 2019)
  - Wojciech Stachurski, polski muzyk, kompozytor i producent muzyczny (zm. 2020)
- 24 maja – Bashkim Paçuku, albański śpiewak klasyczny (tenor)
- 27 maja – Gloria Piedimonte, włoska aktorka, piosenkarka i tancerka (zm. 2022)
- 29 maja
  - Mike Porcaro, amerykański gitarzysta basowy, muzyk zespołu Toto (zm. 2015)
  - Mars Williams, amerykański saksofonista jazzowy i rockowy, muzyk zespołu The Waitresses (zm. 2023)
- 30 maja – Władysław Kwaśnicki, polski saksofonista, klarnecista, kompozytor, aranżer
- 31 maja
  - Joe Longthorne, angielski piosenkarz (zm. 2019)
  - Naomi Munakata, brazylijska dyrygent chórów pochodzenia japońskiego (zm. 2020)
- 2 czerwca – Piotr Nawrot, polski misjonarz werbista i muzykolog, prof. UAM w Poznaniu
- 4 czerwca – Marián Kochanský, słowacki muzyk, wokalista, kompozytor i akordeonista (zm. 2006)
- 5 czerwca
  - Piotr Bakal, polski poeta, kompozytor, pieśniarz, organizator koncertów i festiwali, tłumacz i dziennikarz
  - Aki Rahimovski, macedońsko-chorwacki wokalista rockowy (zm. 2022)
- 7 czerwca – Mark Reale, amerykański gitarzysta grupy Riot V (zm. 2012)
- 18 czerwca – Mísia, właśc. Susana Maria Alfonso de Aguiar, portugalska pieśniarka fado (zm. 2024)
- 22 czerwca – Danuta Gwizdalanka, polska muzykolog, autorka książek o muzyce
- 23 czerwca – Glenn Danzig, amerykański wokalista heavymetalowy
- 24 czerwca – Marta Szoka, polska organistka i muzykolog
- 25 czerwca – Martin Petzold, niemiecki śpiewak operowy (tenor) (zm. 2023)
- 26 czerwca – Joey Baron, amerykański perkusista jazzowy
- 1 lipca – Nikolai Demidenko, rosyjsko-brytyjski pianista, laureat trzeciej nagrody na Międzynarodowym Konkursie im. Piotra Czajkowskiego (1978)
- 6 lipca – Armando Vega Gil, meksykański kompozytor, muzyk i pisarz (zm. 2019)
- 13 lipca – Chris White, angielski saksofonista i flecista
- 18 lipca – Piotr Kubowicz, polski aktor, śpiewak operowy, kompozytor i wokalista, członek kabaretu literackiego Piwnica pod Baranami (zm. 2020)
- 21 lipca – Howie Epstein, amerykański basista, członek zespołu Tom Petty and the Heartbreakers (zm. 2003)
- 22 lipca – Manuela Wiesler, austriacka flecistka i nauczycielka akademicka (zm. 2006)
- 24 lipca
  - Aureli Błaszczok, polski skrzypek
  - Reynaert, belgijski piosenkarz i autor tekstów (zm. 2020)
- 26 lipca – Mieczysław Szlezer, polski skrzypek i pedagog
- 29 lipca – Héctor Tricoche, portorykański piosenkarz salsy (zm. 2022)
- 30 lipca
  - Mieczysław Litwiński, polski kompozytor, multiinstrumentalista, wokalista i pedagog muzyczny
  - Olga Rusina, rosyjska pianistka (zm. 2013)
  - Jarosław Tioskow, polski gitarzysta, wokalista, harmonijkarz, kompozytor
- 1 sierpnia
  - Utha Likumahuwa, indonezyjski piosenkarz (zm. 2011)
  - Paweł Młynarczyk, polski klawiszowiec, muzyk zespołów Zoo i Siekiera (zm. 2022)
- 4 sierpnia – Przemysław Pahl, polski perkusista, muzyk m.in. Lombardu i Turbo
- 13 sierpnia – Mulgrew Miller, amerykański pianista jazzowy (zm. 2013)
- 17 sierpnia – Grażyna Auguścik, polska wokalistka jazzowa
- 19 sierpnia – Dean Brown, amerykański gitarzysta fusion jazzowy, muzyk sesyjny (zm. 2024)
- 23 sierpnia – Daniel Stabrawa, polski skrzypek i dyrygent, pierwszy koncertmistrz Filharmoników Berlińskich (1986–2021)
- 26 sierpnia – Roman Rogowiecki, polski dziennikarz muzyczny, publicysta, wieloletni prezenter Programu III Polskiego Radia
- 29 sierpnia
  - Bernarda Fink, argentyńska mezzosopranistka pochodzenia słoweńskiego
  - Diamanda Galás, amerykańska awangardowa performerka, wokalistka i kompozytorka greckiego pochodzenia
  - Gábor Németh, węgierski perkusista i kompozytor
- 31 sierpnia – Marek Bałata, polski wokalista i gitarzysta jazzowy, kompozytor, grafik
- 1 września – Andrzej Łukasik, polski muzyk jazzowy, kontrabasista
- 2 września – Magdalena Kunicka-Paszkiewicz, polska animatorka kultury, współorganizatorka Festiwalu Polskich Wideoklipów Yach Film (zm. 2015)
- 5 września
  - Elżbieta Adamiak, polska piosenkarka, gitarzystka i kompozytorka
  - Ewa Iżykowska, polska śpiewaczka (sopran, mezzosopran), aktorka
- 10 września – Pat Mastelotto, amerykański perkusista rockowy
- 15 września – Richard Lornac, francuski pianista, aktor
- 20 września
  - Georg Christoph Biller, niemiecki dyrygent chórów, kompozytor, kapelmistrz i pedagog (zm. 2022)
  - Stanisław Krawczyński, polski dyrygent, profesor sztuk muzycznych, rektor Akademii Muzycznej w Krakowie
- 24 września – Janusz Pisarski, polski altowiolista, wykładowca Akademii Muzycznej w Krakowie (zm. 2022)
- 25 września – Zucchero, właśc. Adelmo Fornaciari, włoski piosenkarz
- 28 września – Kenny Kirkland, amerykański pianista (zm. 1998)
- 3 października – Allen Woody, amerykański gitarzysta basowy (zm. 2000)
- 5 października – Michał Lorenc, polski kompozytor muzyki filmowej
- 7 października – Tabby Diamond, jamajski wokalista reggae (zm. 2022)
- 8 października – Lonnie Pitchford, amerykański muzyk bluesowy (zm. 1998)
- 12 października
  - Pat DiNizio, amerykański wokalista, współzałożyciel i członek grupy The Smithereens (zm. 2017)
  - Jane Siberry, kanadyjska wokalistka i kompozytorka
- 18 października – Vitold Rek, polski kontrabasista, kompozytor i pedagog
- 19 października – Roland Dyens, tunezyjski gitarzysta (zm. 2016)
- 21 października – Fred Hersch, amerykański pianista i kompozytor jazzowy
- 23 października – Toshio Hosokawa, japoński kompozytor
- 24 października – Cheryl Studer, amerykańska śpiewaczka operowa (sopran)
- 25 października – Matthias Jabs, niemiecki gitarzysta hardrockowy, członek grupy Scorpions
- 29 października – Kevin DuBrow, amerykański wokalista, członek zespołu Quiet Riot (zm. 2007)
- 2 listopada – Gregg Rudloff, amerykański inżynier dźwięku, trzykrotny laureat Oscara (zm. 2019)
- 7 listopada
  - Shirley Eikhard, kanadyjska piosenkarka i autorka piosenek (zm. 2022)
  - Alicja Kledzik, polska pianistka, profesor zwyczajny sztuk muzycznych
- 8 listopada – Patricia Barber, amerykańska wokalistka i pianistka jazzowa
- 9 listopada – Lars Ulrik Mortensen, duński klawesynista i dyrygent
- 11 listopada – Radosław Żukowski, polski śpiewak operowy (bas)
- 16 listopada – Andrzej Biegun, polski śpiewak operowy (baryton)
- 17 listopada – Edi Fitzroy, jamajski piosenkarz reggae (zm. 2017)
- 23 listopada – Emil Kowalski, polski klarnecista i saksofonista jazzowy, aranżer, leader (zm. 2008)
- 1 grudnia
  - James F. Sundah, indonezyjski kompozytor i autor tekstów
  - Anna Zawadzka-Gołosz, polska kompozytorka i pedagog muzyczny
- 4 grudnia
  - Leszek Kułakowski, polski kompozytor, pianista jazzowy, teoretyk muzyki, pedagog
  - José Padilla, hiszpański didżej, producent muzyczny (zm. 2020)
  - Cassandra Wilson, amerykańska piosenkarka jazzowa i zdobywczyni nagrody Grammy
- 6 grudnia
  - Rick Buckler, angielski perkusista rockowy, muzyk zespołu The Jam (zm. 2025)
  - Tadeusz Sudnik, polski reżyser dźwięku, performer, kompozytor
- 7 grudnia
  - Władysław Kłosiewicz, polski klawesynista, dyrygent i pedagog
  - Chuck Loeb, amerykański gitarzysta i kompozytor jazzowy (zm. 2017)
- 16 grudnia – Szymon Kuran, polski kompozytor, skrzypek, muzyk jazzowy (zm. 2005)
- 18 grudnia – Jacek Kochan, polski muzyk jazzowy, kompozytor, perkusista i aranżer
- 23 grudnia – Dave Allen, angielski basista rockowy, muzyk post-punkowego zespołu Gang of Four (zm. 2025)
- 24 grudnia – Janusz Kohut, polski kompozytor i pianista
- 28 grudnia – Małgorzata Jaworska, polska pianistka i pedagog
- 29 grudnia – Piotr Szkudelski, polski muzyk, perkusista zespołu Perfect (zm. 2022)

Data dzienna nieznana
- Leszek Domalewski, polski gitarzysta basowy, muzyk zespołu Kasa Chorych (zm. 2023)
- Marek Winiarski, polski gitarzysta, jeden z założycieli grupy muzycznej Bajm także lekarz (zm. 2008)

## Zmarli
- 1 stycznia – Jan Joachim Czech, pedagog, poeta, kompozytor (ur. 1888)
- 13 lutego – Wacław Brzeziński, polski śpiewak operowy (baryton) (ur. 1878)
- 14 lutego – Charles Cuvillier, francuski kompozytor operetkowy (ur. 1877)
- 4 marca – Józef Jarzębski, polski skrzypek i uznany pedagog muzyczny (ur. 1878)
- 12 marca – Charlie Parker, amerykański saksofonista jazzowy (ur. 1920)
- 10 kwietnia – Oskar Lindberg, szwedzki kompozytor i organista (ur. 1887)
- 17 kwietnia – Bronisław Szulc, polski waltornista, dyrygent, kompozytor, autor opracowań muzycznych (ur. 1881)
- 2 maja – Tadeusz Jarecki, polski dyrygent i kompozytor (ur. 1889)
- 4 maja – George Enescu, rumuński kompozytor, skrzypek, dyrygent, pianista i pedagog (ur. 1881)
- 17 maja – Francesco Balilla Pratella, włoski kompozytor i muzykolog (ur. 1880)
- 19 maja – Tadeusz Sygietyński, polski kompozytor, dyrygent, kierownik artystyczny zespołu Mazowsze (ur. 1896)
- 31 maja – Raoul Gunsbourg, francuski impresario operowy i kompozytor pochodzenia rumuńskiego (ur. 1859)
- 18 czerwca – Willy Burkhard, szwajcarski kompozytor (ur. 1900)
- 20 czerwca – Janina Korolewicz-Waydowa, polska śpiewaczka operowa (sopran) (ur. 1876)
- 25 lipca
  - Izaak Dunajewski, rosyjski kompozytor i dyrygent żydowskiego pochodzenia (ur. 1900)
  - Ilmari Hannikainen, fiński pianista i kompozytor (ur. 1892)
- 29 lipca – Władysław Oćwieja, polski organista i dyrygent (ur. 1919)
- 5 sierpnia – Carmen Miranda, pochodząca z Brazylii portugalska piosenkarka, tancerka i aktorka (ur. 1909)
- 9 sierpnia – Marion Bauer, amerykańska kompozytorka, pisarka muzyczna i pedagog pochodzenia francuskiego (ur. 1887)
- 13 sierpnia – Florence Easton, angielska śpiewaczka operowa (sopran) (ur. 1884)
- 17 września – Stanisław Pawlak, polski skrzypek, pedagog (ur. 1885)
- 7 października – Frieda Hempel, niemiecka śpiewaczka operowa (sopran) (ur. 1885)
- 10 października – Riccardo Stracciari, włoski śpiewak operowy (baryton) (ur. 1875)
- 15 października – Fumio Hayasaka, japoński kompozytor (ur. 1914)
- 26 października – Kazimierz Krzyształowicz, polski pianista i pedagog (ur. 1876)
- 31 października – Faustyn Piasek, polski nauczyciel, muzyk-instrumentalista i kompozytor, dramaturg i poeta, rzeźbiarz i malarz, autor książek do nauki muzyki (ur. 1877)
- 6 listopada – Karl Freund, niemiecki skrzypek i nauczyciel muzyki (ur. 1904)
- 17 listopada – James P. Johnson, amerykański pianista jazzowy (ur. 1894)
- 22 listopada – Guy Ropartz, francuski kompozytor i dyrygent (ur. 1864)
- 27 listopada
  - Luís de Freitas Branco, portugalski kompozytor, pedagog, muzykolog i krytyk muzyczny (ur. 1890)
  - Arthur Honegger, szwajcarski kompozytor muzyki poważnej i filmowej (ur. 1892)
- 8 grudnia – Paul van Kempen, holenderski dyrygent (ur. 1893)

## Albumy
- polskie
- zagraniczne
  - The Country Girl / Little Boy Lost – Bing Crosby
  - Merry Christmas – Bing Crosby
  - Swingin’ Down Yonder – Dean Martin
  - So Smooth – Perry Como
  - Exactly Like You – The Ames Brothers
  - Four Brothers – The Ames Brothers
  - Satch Plays Fats – Louis Armstrong
  - Especially For You...  – Teresa Brewer
  - Music Ala Carte – The Crew-Cuts
  - Miles Davis Volume 1 – Miles Davis
  - Miles Davis Volume 2 – Miles Davis
  - Day Dreams – Doris Day
  - Doris Day In Hollywood – Doris Day
  - Young At Heart – Doris Day & Frank Sinatra
  - Eddie Fisher Sings Academy Award Winning Songs – Eddie Fisher
  - I Love You – Eddie Fisher
  - I’m In The Mood For Love – Eddie Fisher
  - Moments To Remember – The Four Lads
  - The Hi-Lo's, I Presume – The Hi-Lo’s
  - Lovers' Laine – Frankie Laine
  - Jazz Spectacular – Frankie Laine & Buck Clayton
  - Voice Of Our Choice – Guy Mitchell
  - Love After Midnight" – Patti Page
  - Romance On The Range – Patti Page
  - I Cry for You – Johnnie Ray
  - Songs For Swingin’ Lovers! – Frank Sinatra
  - Our Town – Frank Sinatra
  - Swing Easy – Frank Sinatra
  - Frankie – Frank Sinatra
  - Memory Songs – Jo Stafford
  - Happy Holidays – Jo Stafford
  - Soft And Sentimental – Jo Stafford
  - The One, The Only Kay Starr – Kay Starr
  - In A Blue Mood – Kay Starr

## Muzyka poważna

### wydarzenia
- V Międzynarodowy Konkurs Pianistyczny im. Fryderyka Chopina

### kompozycje
- Lukas Foss – For Cornelia, pieśń na głos i fortepian; do poezji Yeatsa

## Opera i balet
- Carlisle Floyd – Susannah
- Lukas Foss – Griffelkin
- Dmitrij Kabalewski – Nikita Vershinin